# Nathalie de Vries

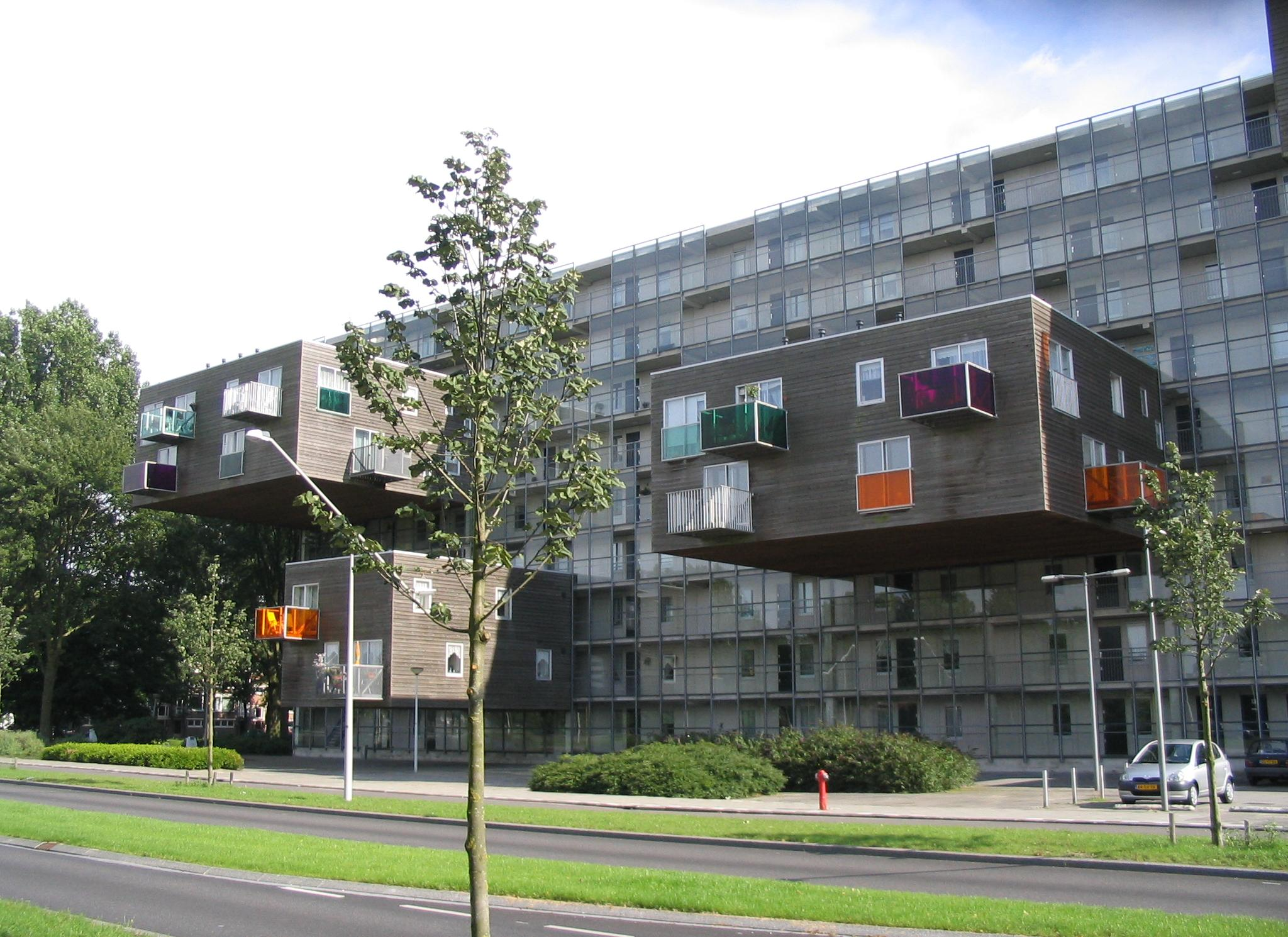
WOZOCO:s (lägenheter för äldre) i Amsterdam-Osdorp, ritade av MVRDV 1994.

Nathalie de Vries, född 1965 i Appingedam, Nederländerna, är en nederländsk arkitekt.
1984–1990 studerade hon vid avdelningen för arkitektur vid universitetet i Delft.
1990-1993 arbetade hon för arkitektkontoret Mecanoo, Delft.
1991 startade hon arkitektkontoret MVRDV tillsammans med Winy Maas och Jacob van Rijs.